# Dipodomys merriami
O Dipodomys merriami, roedor dos desertos da América do Norte, é um tipo de rato-canguru.
Pode ser encontrado no México (Baja Califórnia, Baja Califórnia Sur, Durango, San Luis Potosí, Sinaloa, Sonora, Zacatecas) e nos Estados Unidos da América (Arizona, Califórnia, Nevada, Novo México, Texas, Utah).
Bem adaptado a ambientes áridos, alimenta-se de sementes secas.